# Mangga Dua Selatan
Mangga Dua Selatan is een plaats (wijk) - (kelurahan) in het bestuurlijke gebied Sawah Besar, Jakarta Pusat (Centraal-Jakarta) in de provincie Jakarta, Indonesië.  De plaats telt 23.689 inwoners (volkstelling 2010).